# Đèo Phật Chỉ
Đèo Phật Chỉ là đèo trên đường liên huyện ở vùng đất xã Đồn Đạc huyện Ba Chẽ tỉnh Quảng Ninh, Việt Nam.
Đèo dài cỡ 5 km, đỉnh đèo cao cỡ 240 m. Đường liên huyện nối từ thị trấn Ba Chẽ 21°16′27″B 107°16′57″Đ / 21,274168°B 107,282599°Đ về hướng tây nam, đi qua trung tâm hành chính xã Đồn Đạc 21°10′41″B 107°12′43″Đ / 21,177926°B 107,212041°Đ. Đèo ở phần đông bắc của xã, cách thị trấn Ba Chẽ cỡ 5,5 km. Khi mở đường Đèo Phật Chỉ được đặt tên theo thôn Phật Chỉ, tuy nhiên ở vùng đỉnh đèo hiện có làng mới là làng Cống .
Đường liên huyện còn đi tiếp hướng nam, nối với Đường tỉnh 326 ở xã Hòa Bình, thành phố Hạ Long.